# Joe Lavery
Joseph L. "Joe" Lavery (datas desconhecidas) foi um ciclista britânico. Em 1908, Lavery defendeu as cores do Reino Unido em três provas do ciclismo de pista nos Jogos Olímpicos de Londres.